# Chengdu Open 2023
Lo Chengdu Open 2023 è stato un torneo di tennis giocato sul cemento. Si è trattato della quinta edizione del torneo (la prima dal 2019), facente parte della categoria ATP Tour 250 nell'ambito dell'ATP Tour 2023. Si è giocato al Sichuan International Tennis Center di Chengdu, in Cina, dal 20 al 26 settembre 2023.

## Partecipanti

### Teste di serie
| Nazionalità | Giocatore         | Ranking* | Testa di serie |
| ----------- | ----------------- | -------- | -------------- |
| Germania    | Alexander Zverev  | 10       | 1              |
| Italia      | Lorenzo Musetti   | 18       | 2              |
| Bulgaria    | Grigor Dimitrov   | 20       | 3              |
| Regno Unito | Daniel Evans      | 27       | 4              |
| Kazakistan  | Aleksandr Bublik  | 29       | 5              |
| Australia   | Max Purcell       | 43       | 6              |
| Serbia      | Miomir Kecmanović | 48       | 7              |
| Australia   | Aleksandar Vukic  | 50       | 8              |

* Ranking all'11 settembre 2023.

### Altri partecipanti
I seguenti giocatori hanno ricevuto una wildcard per il tabellone principale:
- Zizou Bergs
- Cui Jie
- Mu Tao

I seguenti giocatori sono passati dalle qualificazioni:

- Pavel Kotov
- Alibek Kačmazov
- Philip Sekulic
- Benjamin Lock

Il seguente giocatore è entrato in tabellone come lucky loser:
- Li Tu

### Ritiri
Prima del torneo
- Roberto Bautista Agut → sostituito da  Tarō Daniel
- Emil Ruusuvuori → sostituito da  Li Tu

## Partecipanti al doppio

### Teste di serie
| Nazione     | Giocatore         | Nazione     | Giocatore        | Ranking* | Testa di serie |
| ----------- | ----------------- | ----------- | ---------------- | -------- | -------------- |
| Francia     | Sadio Doumbia     | Francia     | Fabien Reboul    | 95       | 1              |
| Portogallo  | Francisco Cabral  | Brasile     | Rafael Matos     | 98       | 2              |
| Brasile     | Marcelo Demoliner | Paesi Bassi | Matwé Middelkoop | 104      | 3              |
| Regno Unito | Julian Cash       | Stati Uniti | Robert Galloway  | 106      | 4              |

* Ranking aggiornato all'11 settembre 2023.

### Altri partecipanti
Le seguenti coppie hanno ricevuto una wildcard per il tabellone principale:
- Cui Jie /  Wang Aoran
- Li Wenfu /  Yang Mingyuan

### Ritiri
Prima del torneo
- Ariel Behar /  Adam Pavlásek → sostituiti da  Ariel Behar /  Patrik Niklas-Salminen
- Gonzalo Escobar /  Oleksandr Nedovjesov → sostituiti da  Marcos Giron /  Rubin Statham
- Lloyd Harris /  John Peers → sostituiti da  John Peers /  Roman Safiullin

## Punti
| Evento    | V   | F   | SF | QF | 2T | 1T   | Q    | Q2   | Q1   |
| Singolare | 250 | 150 | 90 | 45 | 20 | 0    | 12   | 6    | 0    |
| Doppio    | 250 | 150 | 90 | 45 | 0  | N.D. | N.D. | N.D. | N.D. |

## Montepremi
| Evento    | V        | F        | SF      | QF      | 2T      | 1T      | Q2     | Q1     |
| Singolare | $175,340 | $102,285 | $60,130 | $34,840 | $20,230 | $12,365 | $6,180 | $3,375 |
| Doppio*   | $60,920  | $32,600  | $19,120 | $10,680 | $6,290  | N.D.    | N.D.   | N.D.   |

* per team

## Campioni

### Singolare
Alexander Zverev ha sconfitto in finale  Roman Safiullin con il punteggio di 6(2)-7, 7-6(5), 6-3
• È il ventunesimo titolo in carriera per Zverev, il secondo in stagione.

### Doppio
Sadio Doumbia /  Fabien Reboul hanno sconfitto in finale  Francisco Cabral /  Rafael Matos con il punteggio di 4-6, 7-5, [10-7].